# Ру, Антони
Антони Ру (фр. Anthony Roux; род. 18 апреля 1987, Верден,Франция) — французский профессиональный шоссейный велогонщик, выступающий за команду Groupama-FDJ.

## Достижения
2005
- 1-й  на Tour de Lorraine (U-19) - ГК

2007
- 2-й GP des Vins du Brulhois
- 2-й на Liège–Bastogne–Liège (U-23)
- 3-й на Чемпионате Франции в ITT (U-23)
- 3-й на  Tour de Moselle - ГК

2008
- 2-й на  Гран При Португалии - ГК
- 4-й на  Tour du Poitou-Charentes et de la Vienne - ГК
- 5-й на  La Tropicale Amissa Bongo - ГК
- 10-й на  Trophée des Grimpeurs

2009
- 1-й на этапе 17 Вуэльта Испании
- 1-й на этапе 4 Circuit de la Sarthe
- 2-й на Boucles de l'Aulne
- 3-й на Чемпионате Франции в групповой гонке
- 4-й на GP Ouest-France
- 7-й на Кольцо Лотарингии - ГК
- 10-й на Туре Габона - ГК

2010
- 1-й на этапе 5 Кольцо Лотарингии
- 1-й на этапе 1 Tour du Poitou-Charentes
- 2-й Дуо Норман вместе с Жереми Руа
- 4-й на Circuit de la Sarthe - ГК
- 4-й на Париж — Камамбер

2011
- 1-й  на Circuit de la Sarthe
  - 1-й  в МК
  - 1-й на этапе 4
- 1-й  на Circuit de Lorraine
  - 1-й  в ОК
- 1-й на Tour de la Somme
- 2-й на Чемпионате Франции в групповой гонке
- 2-й Дуо Норман вместе с Жереми Руа
- 8-й на Туре Лимузена - ГК

2012
- Приз самому агрессивному гонщику на этапе 2 Тур де Франс

2013
- Вуэльта Бургоса
  - 1-й  в ОК
  - 1-й на этапе 4
- 3-й на  Этуаль де Бессеж - ГК 
  - 1-й на этапе 6 (ITT)
- 4-й на  Grand Prix d'Ouverture La Marseillaise
- 6-й на  Trofeo Laigueglia

2014
- 2-й на Чемпионате Франции в ITT
- 4-й на Circuit de la Sarthe - ГК
- 5-й на Париж — Камамбер

2015
- 1-й на этапе 2а Circuit de la Sarthe
- 6-й на GP Ouest–France
- 7-й на Гран-при Соммы

2016
- 2-й на Чемпионате Франции в ITT
- 3-й на Гран-при Квебека
- 5-й на Чемпионате Европы по шоссейному велоспорту в ITT
- 6-й на Tour du Poitou-Charentes - ГК
- 9-й на Гран-при Монреаля
- 10-й на Туре Прованса - ГК

2017
- 3-й на Чемпионате Франции в ITT
- 7-й на Классика Сан-Себастьяна

| ГК  | Генеральная классификация                 |
| ОК  | Очковая классификация                     |
| МК  | Молодёжная классификация                  |
| ITT | Индивидуальная гонка с раздельным стартом |

## Статистика выступлений наГранд Турах
| Гранд Тур | 2009 | 2010 | 2011 | 2012 | 2013 | 2014 | 2015 | 2016 | 2017 |
| --------- | ---- | ---- | ---- | ---- | ---- | ---- | ---- | ---- | ---- |
| Джиро     | -    | -    | -    | -    | сход | -    | 63   | -    | -    |
| Тур       | -    | 167  | 101  | 126  | -    | -    | -    | 63   | -    |
| Вуэльта   | 120  | -    | -    | -    | 34   | сход | -    | -    | 52   |